# Megasema rufescens
Megasema rufescens là một loài bướm đêm trong họ Noctuidae.